# Angie Radanovich
Angie Radanovich, coniugata Dobie (1947), è un'ex cestista canadese.

## Carriera
Con il Canada ha disputato i Campionati mondiali del 1971 e i Giochi panamericani di Cali 1971.
È stata introdotta nella NDSS Athletics Hall of Fame.